# 南小松島駅
南小松島駅（みなみこまつしまえき）は、徳島県小松島市南小松島町にある四国旅客鉄道（JR四国）牟岐線の駅である。副駅名は「日新四国工場 玄関口駅」。駅番号はM06。
小松島市の中心駅である。駅の標高は1.6 mで、四国で最も低い位置にある駅である。

## 歴史
駅名に「南」と付いているが、小松島市の中心駅である。かつては隣の中田駅から分岐する小松島線に小松島駅が存在したが、1985年3月14日に廃止された。駅の北側に市街地が広がっており、特に駅前周辺は住宅密集地。港町らしく、複数の蒲鉾店が駅前通り沿いに立地している。

### 年表
- 1916年（大正5年）12月15日：阿南鉄道の駅として開業[1]。
- 1936年（昭和11年）7月1日：阿南鉄道が国有化され、国鉄の駅となる[1]。
- 1959年（昭和34年）3月1日：貨物の取り扱いを廃止[1]。
- 1984年（昭和59年）2月1日：荷物扱い廃止[1]。
- 1987年（昭和62年）4月1日：国鉄分割民営化によりJR四国の駅となる[1]。
- 1993年（平成4年）6月10日：パン屋「ウィリーウィンキー」が開店[6]。
- 2012年（平成24年）2月1日：キヨスク跡地に小松島市観光案内所を設置[7]。
- 2019年（令和元年）10月：平日の営業時間が短縮され、土休日が休みとなる[8]。
- 2020年（令和2年）8月31日：パン屋「ウィリーウィンキー」が閉店[9]。
- 2024年（令和6年）
  - 3月16日：終日無人化[2][3]。
  - 3月29日：「副駅名称広告」導入[10]。
  - 4月16日：トイレ閉鎖・解体。仮設トイレ設置。
- 2025年（令和7年）3月15日：多目的トイレ落成[11]

## 駅構造

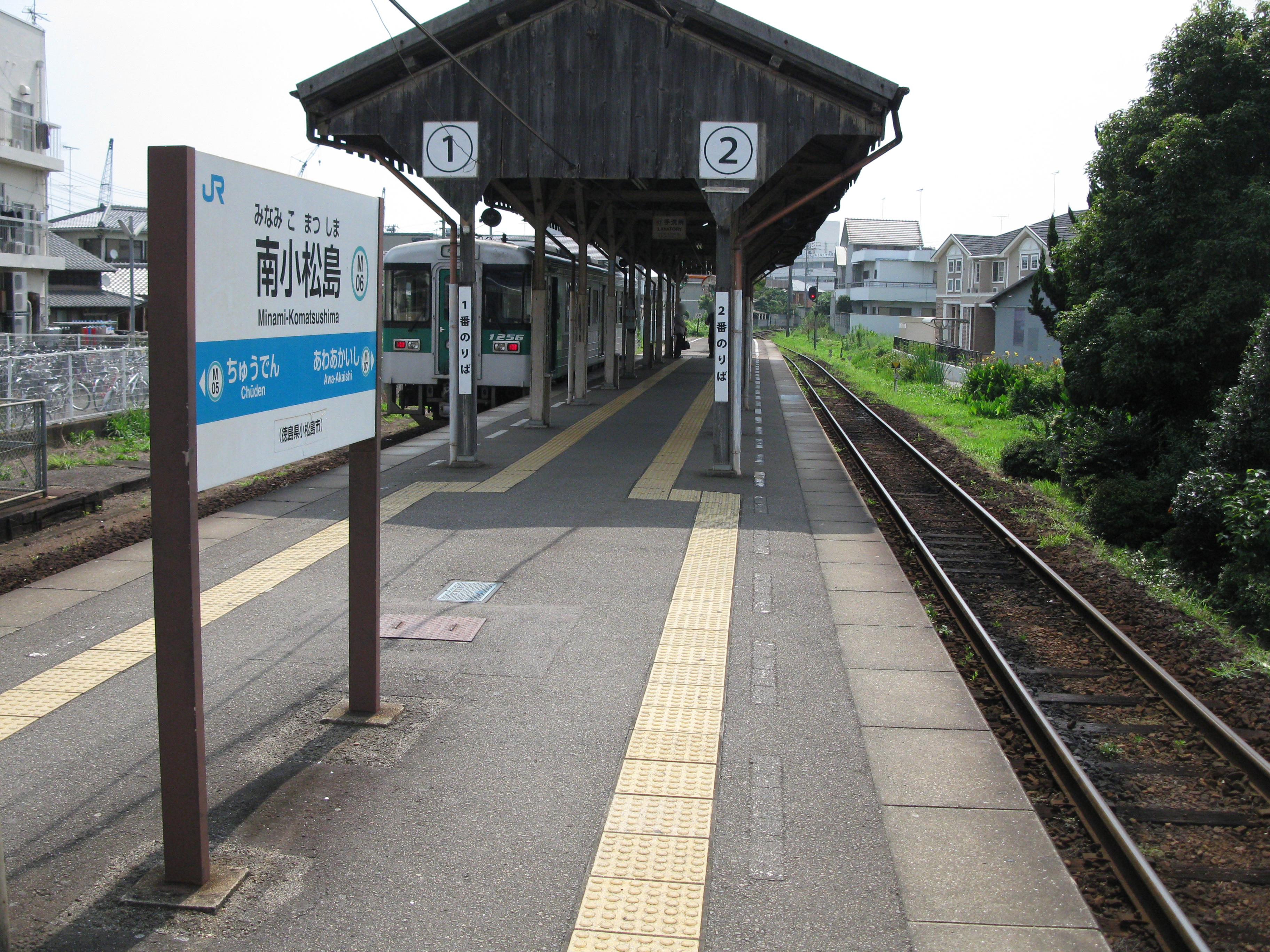
ホーム（2010年8月）

島式1面2線のホームを持つ地上駅で、駅舎とホームは構内踏切で連絡する。
無人駅である（徳島駅管轄）。傾斜式自動券売機が1台ある。
駅舎内には小松島市観光案内所があり、かつてはキヨスクもあった。2020年8月末まではJR四国グループのパン屋「ウィリーウィンキー」も出店していた。2024年4月16日までは駅本屋東側に男女別、改札内に男女共用の汲み取り式便所がそれぞれあった。トイレ撤去後、跡地に仮設トイレを設置。2025年3月15日にバリアフリー対応の水洗式多目的トイレが落成。ごみ箱は駅無人化に伴い撤去された。駅無人化直後の「副駅名称広告」導入の際、窓口部分は広告板にて封鎖され、窓口と時刻表上部の壁面に設置されていた時計が無くなった。駅舎前に飲料自動販売機、公衆電話、郵便ポスト、白ポストがある。
2024年3月15日までの有人駅時代はJR四国契約社員による直営駅であった。

### のりば
| のりば | 路線    | 方向 | 行先           |
| ------ | ------- | ---- | -------------- |
| 1・2   | ■牟岐線 | 下り | 阿南・牟岐方面 |
| 1・2   | ■牟岐線 | 上り | 徳島・高松方面 |

- 原則として、阿南方面が1番のりば、徳島方面は2番のりばを使う。

## 利用状況
1日平均乗車人員は下記の通り。
| - 1,173人（1995年度） - 1,123人（1996年度） - 1,031人（1997年度） - 964人（1998年度） - 895人（1999年度） - 846人（2000年度） - 819人（2001年度） - 767人（2002年度） - 769人（2003年度） - 785人（2004年度） - 798人（2005年度） - 827人（2006年度） - 817人（2007年度） - 831人（2008年度） - 791人（2009年度） - 797人（2010年度） - 800人（2011年度） - 855人（2012年度） - 941人（2013年度） - 911人（2014年度） |

## 駅周辺

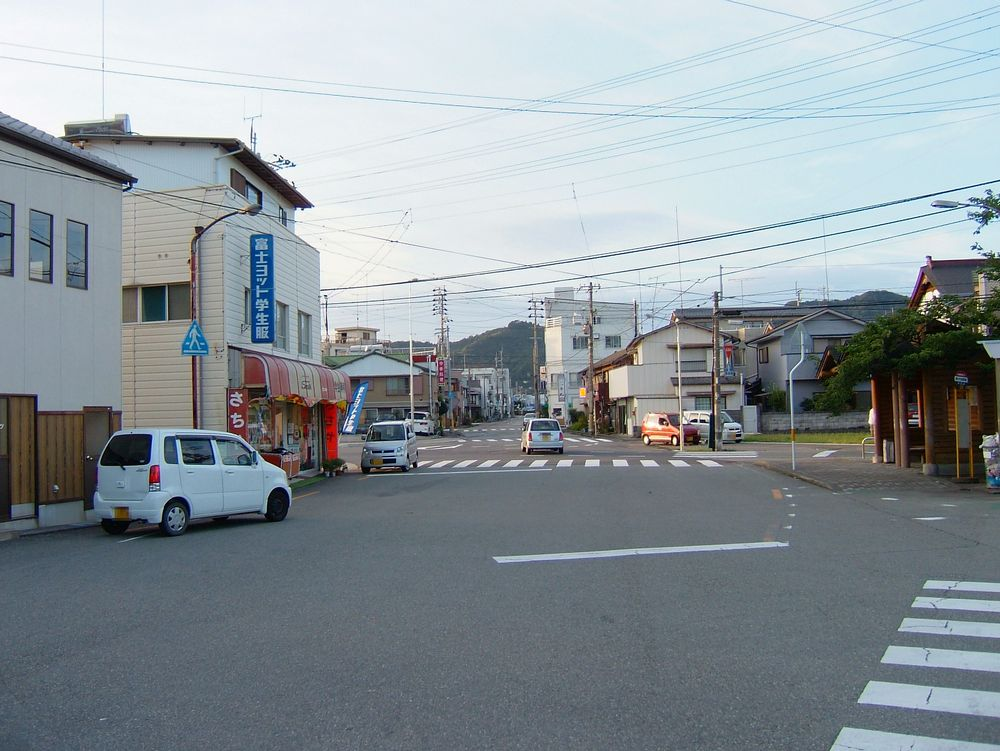
駅前風景（2006年8月）

### 行政機関
- 小松島市役所
- 小松島市消防本部・小松島市消防署
- 小松島市エコステーション
- 小松島市消費生活センター
- 小松島市シルバー人材センター
- 小松島市教育委員会庁舎
- 小松島市保健センター
- 小松島県民サービスセンター
- 小松島みなと合同庁舎
  - 神戸税関小松島税関支署
  - 高松出入国在留管理局小松島港出張所
  - 広島検疫所徳島小松島出張所
  - 徳島公共職業安定所小松島出張所
  - 神戸植物防疫所坂出支所小松島出張所
  - 動物検疫所神戸支所四国出張所小松島港事務所
  - 徳島海上保安部

### 郵便局
- 日本郵便小松島郵便局

### 金融機関
- 阿波銀行小松島支店
- 四国銀行小松島支店
- 徳島大正銀行小松島支店
- 徳島信用金庫 小松島支店
- 東とくしま農業協同組合（JA東とくしま）小松島支所

### 教育施設
- 小松島市立南小松島幼稚園
- 小松島市立南小松島小学校
- 徳島県立小松島高等学校
- 徳島県立ひのみね支援学校
- 徳島県立みなと高等学園
- 小松島市立南小松島公民館
- 小松島市中央会館
- 小松島市総合福祉センター
- 小松島みなと交流センターkocolo
- 小松島市ミリカホール
- 小松島市立図書館

### 医療機関
- 徳島赤十字病院

### 宿泊施設
- スーパーホテル徳島・小松島天然温泉
- かめや旅館
- みどり旅館

### 社寺・史跡
- 八坂神社
- 地蔵寺
- 光善寺
- 圓福寺

### その他
- 小松島競輪場
- 小松島市駐輪場

### 道路
- 徳島県道33号小松島佐那河内線
- 徳島県道120号徳島小松島線
- 徳島県道178号小松島港南小松島停車場線
- 徳島県道216号花園日開野線

## 隣の駅
四国旅客鉄道（JR四国）
■牟岐線
- 臨時特急「やくおうじ」停車駅

■普通
中田駅 (M05) - 南小松島駅 (M06) - 阿波赤石駅 (M07)